# Triangle hiperbòlic

Un triangle hiperbòlic plasmat sobre una superfície tipus "sella de muntar"

En geometria hiperbòlica, un triangle hiperbòlic és un triangle en un pla hiperbòlic. Consisteix en tres segments de línia anomenats els costats o vores i tres punts anomenats angles o vèrtexs. Un triangle hiperbòlic consisteix en tres punts no-colineals i els tres segments que els uneixen.
De la mateixa manera que en el cas euclidià, tres punts d'un espai hiperbòlic d'una dimensió arbitrària sempre són sobre un mateix pla. Per això els triangles hiperbòlics planars també descriuen els triangles possibles en qualsevol dimensió superior d'espais hiperbòlics.

## Propietats

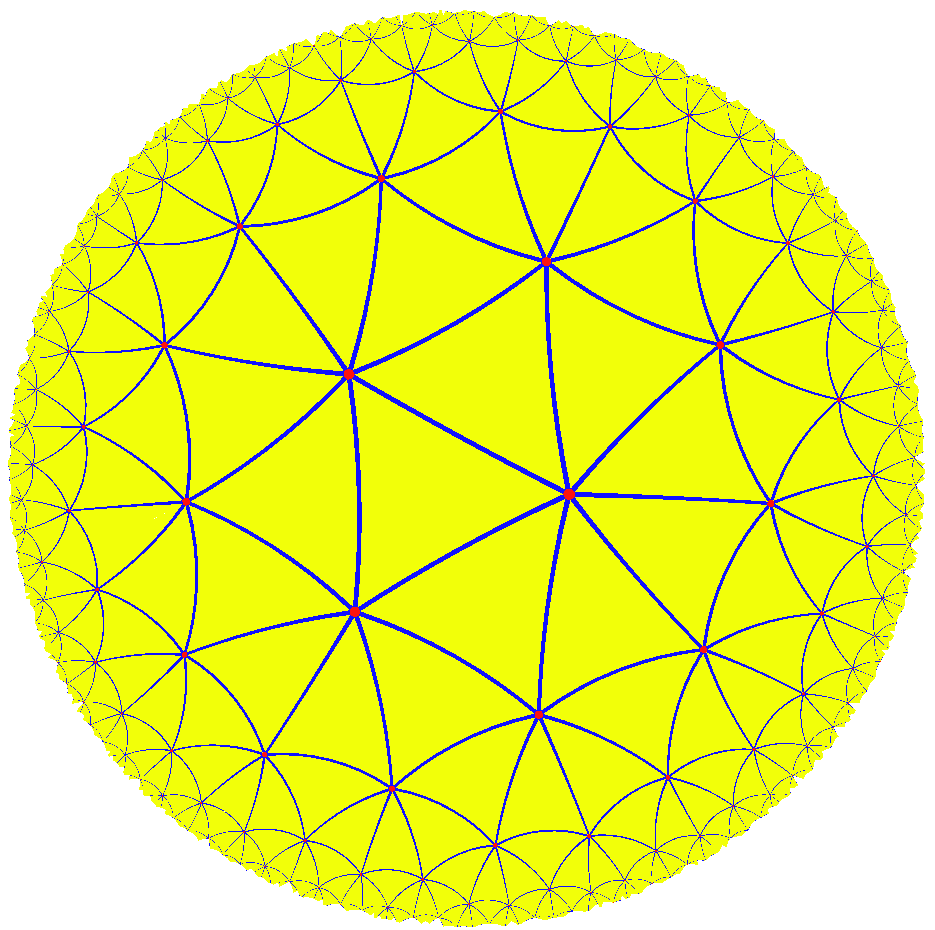
Un mosaic triangular d'ordre 7 té triangles equilàters amb angles interns de 2π/7 radians.

Els triangles hiperbòlics tenen algunes propietats que són anàlogues als triangles en la geometria euclidiana:
- Cada triangle hiperbòlic té un cercle inscrit però no cada triangle hiperbòlic té un cercle circumscrit,(vegeu més avall) El seu vèrtexs poden estar sobre un horocicle o en un hipercicle.

Els triangles hiperbòlics tenen algunes propietats que són anàlogues a triangles de la geometria esfèrica o el·líptica:
- Dos triangles amb la mateixa suma d'angles són iguals en àrea.
- Hi ha una cota superior per l'àrea del triangle.
- Hi ha una cota superior pel radi del cercle inscrit.
- Dos triangles són congruents si i només si corresponen sota un producte finit de reflexions de línia.
- Dos triangles amb correspondència d'igualtat d'angles són congruents (és a dir., tot els triangles similars són congruents).

Els triangles hiperbòlics tenen algunes propietats que són el contrari de les propietats dels triangles de la geometria esfèric o el·líptica
- La suma d'angles d'un triangle és menor a 180° .
- L'àrea d'un triangle és proporcional al dèficit de la seva suma d'angles vers 180°.

Els triangles hiperbòlics també tenen algunes propietats que no es donen en altres geometries:
- Alguns triangles hiperbòlics no tenen cercle circumscrit. Això és el cas quan, com a mínim, un dels seus vèrtexs és un punt ideal o quan tots els seus vèrtexs són sobre un horocicle o en un hipercicle d'una sola cara.
- Els triangles hiperbòlics són fins. Hi ha una distància màxima δ d'un punt en una vora a una de les altres dues vores. Aquest principi va donar origen al δ-espai hiperbòlic.

## Triangles amb vèrtexs ideals
La definició d'un triangle pot ser generalitzada, permetent vèrtexs en els límits ideals del pla mentre es mantenen els costats dins del pla. Si un parell de costats està limitant paral·lel (és a dir, la distància entre ells s'apropa a zero a mesura que tendeixen al punt ideal, però no s'encreuen), llavors acaben en un vèrtex ideal que es representa com un punt Omega.
Aquest parell de costats també poden es pot dir que formen un angle de zero.
Un triangle amb un angle zero és impossible en geometria euclidiana per costats rectes delimitats per línies distintes. Tanmateix, tals angles zero són possibles amb cercles tangents.
Un triangle amb un vèrtex ideal s'anomena triangle omega.
Triangles especials amb vèrtexs ideals són:

### Triangle de paral·lelisme
Un triangle on un vèrtex és un punt ideal, un angle és recte: el tercer angle és l'angle de paral·lelisme per la longitud del costat entre el proper i el tercer angle.

### Triangle Schweikart
El triangle on dos vèrtexs són punts ideals i l'angle restant és recte. Aquest és un dels primers triangles hiperbòlics descrit al 1818 per Ferdinand Karl Schweikart.

### Triangle ideal
El triangle on tots els vèrtexs són punts ideals. Un triangle Ideal és el triangle possible més gran en geometria hiperbòlica a causa de la suma zero dels angles.

## Curvatura Gaussiana estandarditzada
Les relacions entre els angles i els costats són anàlegs a aquells de la trigonometria esfèrica; l'escala de longitud tant per geometria esfèrica com per la geometria hiperbòlica, pot ser, per exemple, definida per la longitud d'un costat d'un triangle equilàter amb angles fixos.
L'escala de longitud és més convenient si les longituds són mesurades en termes de la longitud absoluta (una unitat especial de longitud anàloga a una relació entre distàncies en geometria esfèrica). Aquesta elecció per aquesta escala de longitud ens facilita fórmules més senzilles.
En termes del model del semi-pla Poincaré la longitud absoluta correspon a la mètrica infinitesimal {\displaystyle ds={\frac {|dz|}{\operatorname {Im} (z)}}} i en el model de disc de Poincaré a {\displaystyle ds={\frac {2|dz|}{1-|z|^{2}}}}
En termes de curvatura Gaussiana K (constant i negativa) d'un pla hiperbòlic, una unitat de longitud absoluta correspon a una longitud de:
{\displaystyle R={\frac {1}{\sqrt {-K}}}.}
En un triangle hiperbòlic la suma dels angles A, B, C (respectivament oposats al costat amb la lletra corresponent) és estrictament menor a la d'un angle pla. La diferència entre la mesura d'un angle recte i la suma de les mesures de els angles d'un triangle s'anomena el defecte del triangle. L'àrea d'un triangle hiperbòlic és igual al seu defecte multiplicat pel quadrat d'R:
{\displaystyle (\pi -A-B-C)R^{2}{}{}.\!}
Aquest teorema, demostrat per primer cop per Johann Heinrich Lambert, està relacionat amb el teorema de Girard en geometria esfèrica

## Trigonometria
Dins totes les fórmules expressades a sota, els costats a, b, i c han de ser mesurats en longitud absoluta, una unitat tal que la curvatura Gaussiana K del pla és −1. En altres paraules, la quantitat R en la fórmula del paràgraf superior se suposa que és igual a 1.
Les fórmules trigonomètriques per triangles hiperbòlics depenen de les funcions hiperbòliques sinh, cosh, i tanh.

### Trigonometria de triangles rectes
Si C és un angle recte llavors:
- El sinus de l'angle A és el sinus hiperbòlic del costat contrari a l'angle dividit pel sinus hiperbòlic de la hipotenusa.

{\displaystyle \sin A={\frac {\textrm {sinh(contrari)}}{\textrm {sinh(hipotenusa)}}}={\frac {\sinh a}{\,\sinh c\,}}.\,}
- El cosinus de l'angle A és la tangent hiperbòlica del costat adjacent dividit per la tangent hiperbòlica de la hipotenusa.

{\displaystyle \cos A={\frac {\textrm {tanh(adjacent)}}{\textrm {tanh(hipotenusa)}}}={\frac {\tanh b}{\,\tanh c\,}}.\,}
- La tangent de l'angle A és la tangent hiperbòlica del costat oposat dividit pel sinus hiperbòlic del costat adjacent.

{\displaystyle \tan A={\frac {\textrm {tanh(contrari)}}{\textrm {sinh(adjacent)}}}={\frac {\tanh a}{\,\sinh b\,}}.}
- El cosinus hiperbòlic del costat adjacent a l'angle A és el cosinus de l'angle B dividit pel sinus de l'angle A.

{\displaystyle {\textrm {cosh(adjacent)}}={\frac {\cos B}{\sin A}}.}
- El cosinus hiperbòlic de la hipotenusa és el producte dels cosinus hiperbòlics dels costats.

{\displaystyle {\textrm {cosh(hipotenusa)}}={\textrm {cosh(adjacent)}}{\textrm {cosh(contrari)}}.}
- El cosinus hiperbòlic de la hipotenusa és també el producte dels cosinus dels angles dividit pel producte dels seus sinus.[4]

{\displaystyle {\textrm {cosh(hipotenusa)}}={\frac {\cos A\cos B}{\sin A\sin B}}=\cot A\cot B}

#### Relacions entre angles
També tenim les equacions següents:
{\displaystyle \cos A=\cosh a\sin B}
{\displaystyle \sin A={\frac {\cos B}{\cosh b}}}
{\displaystyle \tan A={\frac {\cot B}{\cosh c}}}
{\displaystyle \cos B=\cosh b\sin A}
{\displaystyle \cosh c=\cot A\cot B}

#### Àrea
L'àrea d'un triangle amb angle recte és:
{\displaystyle {\textrm {Area}}={\frac {\pi }{2}}-\angle A-\angle B}
També
{\displaystyle {\textrm {Area}}=2\arctan(\tanh({\frac {a}{2}})\tanh({\frac {b}{2}}))}

#### Angle de paral·lelisme
El cas d'un triangle omega amb un angle recte proporciona la configuració per examinar l'angle de paral·lelisme en el triangle.
En aquest cas angle B = 0, a = c = {\displaystyle \infty } and {\displaystyle {\textrm {tanh}}(\infty )=1}, que té com a resultat
{\displaystyle \cos A={\textrm {tanh(adjacent)}}.}

### Trigonometria general
Tant si C és un angle recte com si no, es mantenen les següents relacions:
La llei hiperbòlica de cosinus és així:
{\displaystyle \cosh c=\cosh a\cosh b-\sinh a\sinh b\cos C,}
El seu teorema dual és
{\displaystyle \cos C=-\cos A\cos B+\sin A\sin B\cosh c,}
Hi ha també una llei de sinus:
{\displaystyle {\frac {\sin A}{\sinh a}}={\frac {\sin B}{\sinh b}}={\frac {\sin C}{\sinh c}},}
I una fórmula de quatre parts:
{\displaystyle \cos C\cosh a=\sinh a\coth b-\sin C\cot B.}